# Pablo Barzola
Pablo Maximiliano Barzola (San Martín, Argentina, 17 de noviembre de 1983) es un futbolista argentino. Juega como defensor. Actualmente juega en Fernando Caceres FC de Ciudad Evita que disputa la Liga Lujanense de Fútbol.

## Trayectoria
Barzola comenzó su carrera profesional en Argentinos Juniors en 2001 en la Primera División de Argentina, en el club quedaron relegados el 2002, pero se quedó con ellos.
Barzola en 2003 fue seleccionado para jugar por Argentina en los Juegos Panamericanos.
En 2005 se incorporó a Quilmes, antes de regresar a Argentinos Juniors en 2006.
El 4 de junio del 2008 Barzola fichó por el SM Caen de Francia de la Ligue 1. Regresó en el 2011 a su club de origen Argentinos Juniors.
En Argentinos Juniors estuvo 4 temporadas disputando el Clausura 2011, Apertura 2011 y 1ra Fase de La Copa Sudamericana 2011, Clausura 2012, Inicial 2012, Copa Sudamericana 2012, Final 2013, Inicial 2013 y Final 2014, Descendiendo en este último a la B Nacional 2014
En 2015 pasa a All Boys estando Libre, En El Conjunto de Floresta Disputo 8 partidos (B Nacional + Copa Argentina) cerrando un Ciclo con el equipo de Floresta
En 2016 ficho por Gimnasia y Tiro de Salta disputando el Torneo Federal A 2016, el equipo de Salta termino afuera de la Zona de Clasificación, 3ro con 18 puntos, 5 victorias, 3 empates y 4 derrotas.
a Finales del Año 2016 decide quedarse una Temporada más en el Club Salteño, Disputando el Torneo Federal A 2016-17, el Club Salteño termino La Zona 5, 1ro con 30 puntos, ganando 9, empatando 3 y perdiendo 4, clasificándose a la segunda Fase, en la 2da Fase el Club Salteño se clasificó 1ro con 19 puntos a la Tercera Fase, en la 3ra Fase El Club Salteño se quedó afuera 4to con 4 puntos, Barzola Cerró Ciclo en el club salteño y es fichado por otro equipo 
para la temporada 2017-18 ficha por Guaraní Antonio Franco, en el club de Misiones disputa algunos partidos, retirándose del fútbol
Actualmente Juega en Fernando Cáceres F.C de la Liga Lujanense de Fútbol desde el 2019 y  también dirige en las Inferiores de Argentinos Juniors (Liga Metro)

## Clubes
| Club                    | País      | Año       |
| ----------------------- | --------- | --------- |
| Argentinos Juniors      | Argentina | 2001-2003 |
| River Plate             | Argentina | 2004-2005 |
| Quilmes                 | Argentina | 2005-2006 |
| Argentinos Juniors      | Argentina | 2006-2008 |
| SM Caen                 | Francia   | 2008-2011 |
| Argentinos Juniors      | Argentina | 2011-2014 |
| All Boys                | Argentina | 2015      |
| Club de Gimnasia y Tiro | Argentina | 2016-2017 |
| Guaraní Antonio Franco  | Argentina | 2017-2018 |
| Fernando Caceres FC     | Argentina | 2019-     |

## Palmarés

### Campeonatos nacionales
| Título           | Club        | Sede         | Año     |
| ---------------- | ----------- | ------------ | ------- |
| Primera División | River Plate | Buenos Aires | C-2004  |
| Ligue 2          | Caen        | Nantes       | 2009/10 |

### Campeonatos internacionales
| Título               | Selección        | Sede          | Año  |
| -------------------- | ---------------- | ------------- | ---- |
| Juegos Panamericanos | Argentina sub-20 | Santo Domingo | 2003 |